# Сосновјец
Сосновјец (пољ. Sosnowiec) је град у Пољској, у Војводству Шлеском. Према попису становништва из 2011. у граду је живело 216.420 становника.

## Становништво
Према прелиминарним подацима са пописа, у граду је 2011. живело 216.420 становника.
| 2002.   | 2011.   | 2012.   |
| ------- | ------- | ------- |
| 232.622 | 216.420 | 213.513 |

## Партнерски градови
- Сучава
- Казабланка
- Рубе
- Комаром
- Ђивнов
- Дергачи
- Идар-Оберштајн
- Ле Миро